# عبدولای کامارا (بازیکن فوتبال، زاده ۱۹۸۰)
عبدولای کامارا (انگلیسی: Abdoulaye Camara؛ زادهٔ ۲ ژانویهٔ ۱۹۸۰) بازیکن فوتبال اهل مالی بود.
از باشگاه‌هایی که در آن بازی کرده است می‌توان به باشگاه فوتبال اودینزه، باشگاه فوتبال سرکل بروژ، باشگاه فوتبال کوپر، و باشگاه فوتبال گرونوبل فوت ۳۸ اشاره کرد.
وی همچنین در تیم‌های ملی فوتبال زیر ۱۷ سال مالی و مالی بازی کرده است.